# Arquidiócesis de Varmia
La arquidiócesis de Varmia (en latín: Archidioecesis Varmiensis, en polaco: Archidiecezja warmińska y en alemán: Erzbistum Ermland) es una circunscripción eclesiástica de la Iglesia católica en Polonia. Se trata de una arquidiócesis latina, sede metropolitana de la provincia eclesiástica de Varmia. Desde el 15 de octubre de 2016 su arzobispo es Józef Górzyński.

## Territorio y organización

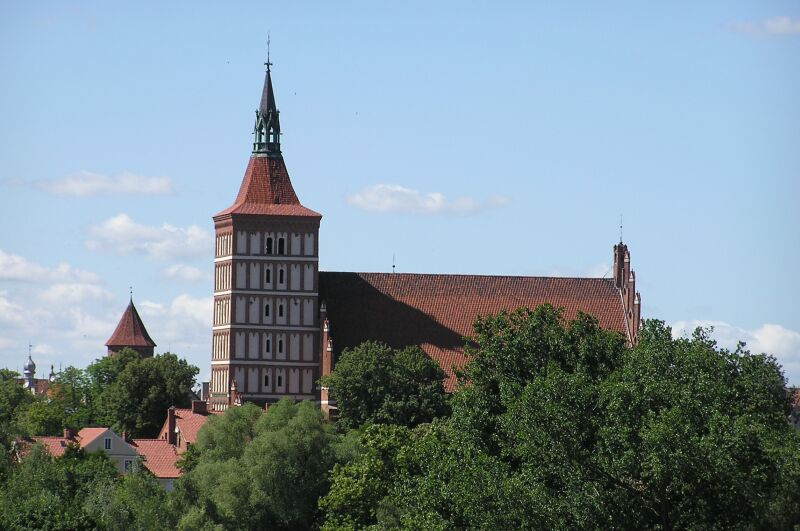
Concatedral de Santiago el Apóstol, Olsztyn

La arquidiócesis tiene 12 000 km² y extiende su jurisdicción sobre los fieles católicos de rito latino residentes en la región de Varmia en parte del voivodato de Varmia y Masuria.
La sede de la arquidiócesis se encuentra en la ciudad de Olsztyn, en donde se halla la Concatedral de Santiago el Apóstol. En Frombork (la antigua Frauenburg) se encuentra la Catedral de la Asunción de la Virgen y San Andrés Apóstol. Existen además 6 basílicas menores: la basílica del Santísimo Salvador y de Todos los Santos, en Dobre Miasto; la basílica de la Natividad de la Virgen María, en Gietrzwałd; la basílica de la Visitación de la Virgen María, en Święta Lipka; la basílica santuario de Nuestra Señora, Reina de la Paz, en Stoczek Klasztorny; la basílica colegiata de San Jorge, en Kętrzyn; la basílica de Santa Catalina de Alejandría, en Braniewo. 

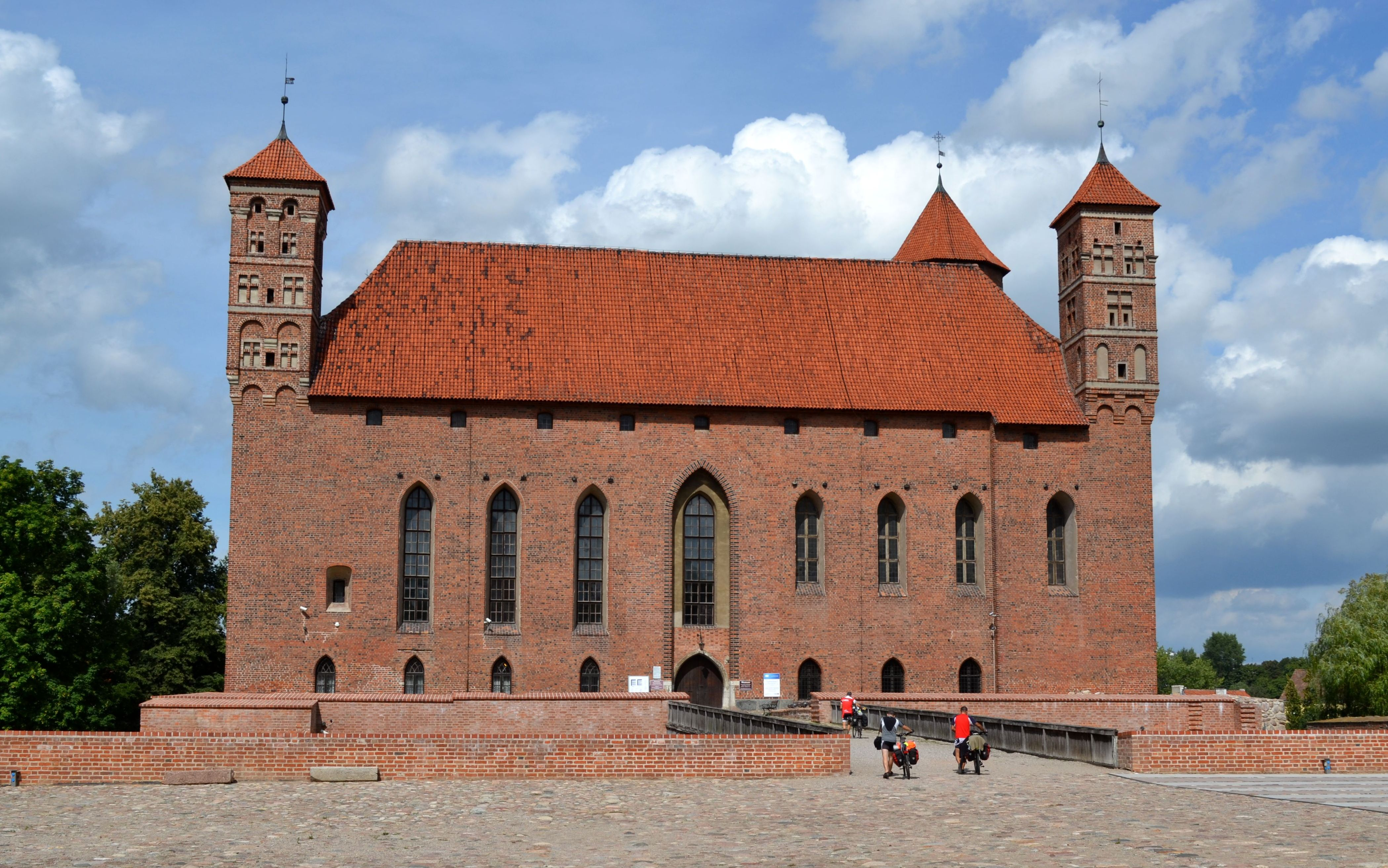
Los territorios de Prusia Real y del Ducado de Prusia, el principado episcopal de Ermland en amarillo

La arquidiócesis tiene como sufragáneas a las diócesis de: Elbląg y Ełk.
En 2023 en la arquidiócesis existían 262 parroquias agrupadas en 33 decanatos.

Seminario archiepiscopal de Varmia

## Historia

### DelsigloXIIIalsigloXVIII
En 1234 el papa Gregorio IX había cedido el territorio de los prusianos, un pueblo báltico todavía pagano, a la Orden Teutónica, que ya había iniciado la conquista de estas tierras en 1231. El papa se reservó para sí su organización eclesiástica. La diócesis de Ermland (nombre alemán de Varmia) fue erigida en áreas ocupadas por prusianos paganos varmianos el 24 de julio de 1243 junto con otros tres obispados (Kulm, Pomesania y Sambia) por el legado papal Guillermo de Módena mediante el decreto Noverit universitas vestra dentro de los territorios del Estado monástico de los Caballeros Teutónicos. Este decreto fue confirmado por los breves Hiis que per dilectos filios (29 de julio de 1243) e Iustis petentium desideriois (8 de octubre de 1243) del papa Inocencio IV.
Sin embargo, no fue hasta 1250 cuando fue nombrado el primer obispo, Anselmo de la Orden Teutónica. En 1254 Warmia y las demás diócesis prusianas, junto con las de Livonia, fueron sometidas a la provincia eclesiástica de la arquidiócesis de Riga. 
Según las convenciones establecidas en 1243, el obispo Anselmo conservó para sí, como territorio personal, un tercio del territorio diocesano, sobre el que ejercía soberanía temporal. Para colonizar estos territorios, donde la población era muy escasa, se llamó a colonos alemanes, en su mayoría procedentes del centro de Alemania y de Silesia. No fue raro que en los siglos siguientes los príncipes-obispos de Warmia tuvieran que luchar contra la Orden Teutónica para salvaguardar sus derechos feudales, especialmente durante la época del obispo Henryk Vogelsang (1401-1415).
En 1260 Anselmo fundó el cabildo catedralicio, que primero estuvo situado en Braniewo (en alemán Braunsberg) y luego, a partir de 1284, en Frombork (en alemán Frauenburg), donde permaneció hasta 1945. Allí se erigió la catedral, construida entre 1328 y 1388. La residencia de los obispos se estableció primero en Orneta (en alemán Wormditt) y luego, a partir de 1350, en el castillo de Lidzbark Warmiński (en alemán Heilsberg).
La diócesis, al menos en los primeros días de su fundación, era bilingüe; de hecho, los colonos alemanes hablaban su lengua materna, mientras que la población local hablaba el idioma prusiano. Los sínodos diocesanos de 1395, 1449 y 1497 exigieron que los párrocos de las comunidades bilingües supieran prusiano o, al menos, que formaran a uno de sus capellanes para que conociera esta lengua.
En 1356 la bula de oro del emperador Carlos IV de Luxemburgo designó al obispo como príncipe-obispo de Ermland, un rango que no se otorgó a los otros obispos prusianos con sus capítulos dependientes. Por la doble función de príncipes-obispos oficiaron como jefes espirituales de la diócesis y como príncipes seculares del principado episcopal de Ermland, un estado semiindependiente del Sacro Imperio Romano Germánico que comprendía aproximadamente un tercio del territorio diocesano real, primero como parte de la Prusia teutónica y desde 1466 dentro de la Prusia Real: una unión personal con la corona polaca. Entonces, cuando el rey Casimiro IV Jagellón intentó reducir la independencia principesco-episcopal, provocó la guerra de los Sacerdotes.
En 1457 Enea Silvio Piccolomini fue nombrado administrador apostólico de la diócesis de Varmia, y luego fue elegido papa con el nombre de Pío II. 
En el momento de la Reforma protestante con la caída de la provincia eclesiástica de Riga en 1563, el territorio de Varmia estaba en el Reino de Polonia, casi completamente rodeado por los que pertenecían a la Orden Teutónica y pasaron al ducado, más tarde Reino de Prusia. Los obispos, especialmente Mauricio Ferber (1523-1537), tuvieron que hacer un esfuerzo para frenar de raíz los intentos de introducir el luteranismo en su diócesis. Se convirtió, por lo tanto, casi en una isla católica de habla alemana en tierras con una mayoría absoluta de luteranos. En 1569 la Prusia Real se unió a la República de las Dos Naciones. En este período, el capítulo eligió principalmente a obispos de nacionalidad polaca. Los fieles de la parte norte de la diócesis eran en su gran mayoría de etnia alemana. 
Los decretos de reforma del Concilio de Trento fueron introducidos en la diócesis en particular por los obispos Stanisław Hozjusz (1551-1579), Marcin Kromer (1579-1589) y Szymon Rudnicki (1605-1621). En Braunsberg se erigió el seminario diocesano en 1567 y otro seminario, especializado en la formación de misioneros para los países bálticos, en 1578/1579. También en Braunsberg se fundó una imprenta para publicar libros religiosos que serían distribuidos en varios idiomas en los países de misión. Los obispos también hicieron un gran esfuerzo en las visitas a la diócesis, al menos 6 documentadas entre 1565 y 1622, y en los sínodos diocesanos al final de cada visita. Marcin Kromer hizo actualizar e imprimir el misal (1587) y el breviario (1581) según las tradiciones de la Iglesia de Varmia.
Los acuerdos del rey Segismundo III Vasa con Joaquín Federico de Brandeburgo (1605) y con Juan Segismundo I de Brandeburgo garantizaron la libre práctica de la religión católica en toda la Prusia ducal predominantemente luterana. En la práctica, sin embargo, el gobierno ducal obstruyó el ejercicio católico de muchas formas. Pero sobre la base de estos pactos los príncipes-obispos extendieron gradualmente su autoridad de facto más allá del territorio de su propio principado eclesiástico de gobierno secular. Como resultado, la sede recuperó la jurisdicción en los dos tercios de su territorio diocesano fuera de su principado eclesiástico secular y más allá en las áreas diocesanas de las antiguas diócesis vecinas disueltas como Sambia y Pomesania; Varmia se convirtió en la diócesis competente para todo el Ducado de Prusia. Este desarrollo fue reconocido por la Santa Sede en 1617 al extender de jure la jurisdicción de Varmia sobre el antiguo territorio diocesano de Sambia. Así, de 1617 a 1773 los obispos de Varmia fueron nombrados administradores apostólicos en el territorio de la antigua diócesis de Sambia.
El 21 de abril de 1752 el papa Benedicto XIV mediante el breve Romana Ecclesia concedió a los obispos de Varmia y de Sambia que fueran precedidos por la cruz procesional y el uso del palio, como era costumbre entre los arzobispos.
Con motivo de la primera partición de Polonia en 1772, el principado-obispado de Varmia fue secularizado y anexado al Reino de Prusia. Los obispos tuvieron que abandonar el castillo de Heilsberg y trasladarse a Frauenburg, donde desde hacía siglos se encontraban la catedral y el cabildo de canónigos. El Estado prusiano ya no obstaculizó el ejercicio de la jurisdicción eclesiástica sobre los pocos católicos del Reino de Prusia y la diócesis quedó enteramente incluida en el reino prusiano. Mediante el breve Quas dedit amplitudo tua del 7 de diciembre de 1617 el papa Paulo V confió a los obispos de Varmia la administración apostólica del territorio de la antigua diócesis de Sambia. Este cargo duró hasta 1773, cuando el obispo Ignacy Krasicki tuvo que dimitir, tras la presión del gobierno prusiano.

### Desde elsigloXIXhasta hoy
El 16 de julio de 1821, como resultado de la bula De salute animarum del papa Pío VII, pasó a ser una diócesis inmediatamente sujeta a la Santa Sede y también amplió su territorio con cinco decanatos tomados de la diócesis de Chełmno. La bula hizo que las fronteras diocesanas de Varmia a lo largo de la frontera con el Imperio ruso fueran congruentes con las de la provincia de Prusia Oriental. No hubo congruencia de las fronteras diocesanas con las nuevas fronteras provinciales establecidas en 1815 con la provincia vecina de Prusia Occidental. Mientras que Elbing, Neuteich y Tolkemit pertenecían políticamente a Prusia Occidental, pero en el lado católico de Varmia, las parroquias católicas en partes de los distritos de Mohrungen, Neidenburg y Osterode de Prusia Oriental eran parte de la diócesis de Kulm. Dado que la mayoría de los habitantes de Prusia Oriental se habían convertido en luteranos, los territorios diocesanos de los antiguos obispados de Pomesania (parcialmente) y Sambia con los pocos católicos restantes formaban parte de la diócesis de Ermland, que comprendía territorialmente toda la provincia prusiana de Prusia Oriental excepto la esquina suroeste (parte principal de la diócesis de Pomesania alrededor de Marienwerder (Kwidzyn), que se había convertido en el decanato de Pomesania dentro de la diócesis de Kulm). 
Después de los cambios en las fronteras de Prusia Oriental en 1920 (Paz de Versalles), la Santa Sede ajustó las fronteras de la diócesis de tal manera que todas las parroquias católicas anteriormente pertenecientes a Kulm en Prusia Oriental, que permaneció con Alemania, y en el distrito administrativo recién agregado de Prusia Occidental pertenecía al área diocesana, y todas las parroquias que habían quedado a Polonia se separaron del área diocesana. 
El 28 de octubre de 1925 la Santa Sede, mediante la bula Vixdum Poloniae unitas, separó el decanato de Pomesania de la diócesis de Kulm y lo asignó a Varmia.
El 4 de abril de 1926 mediante la bula Lituanorum gente del papa Pío XI las cuatro parroquias católicas del Territorio de Memel fueron cedidas para la erección de la prelatura territorial de Klaipėda, establecida en la parte de Prusia Oriental que después de la Primera Guerra Mundial se había convertido en parte de la nueva República de Lituania. Desde abril de 1926 hasta febrero de 1939, el área diocesana de Varmia fue realmente congruente con la provincia de Prusia Oriental.
Después del concordato entre la Santa Sede y Prusia de 1929, el 13 de agosto de 1930 la diócesis de Varmia, con la nueva diócesis de Berlín y la prelatura territorial de Schneidemühl, se convirtió en parte de la nueva provincia eclesiástica de Alemania Oriental en 1930 bajo el liderazgo de la recién elevada arquidiócesis de Breslavia en virtud de la bula Pastoralis officii nostri del papa Pío XI.
El obispo de Varmia, Maximilian Kaller, se desempeñó como administrador apostólico de la prelatura territorial de Klaipėda desde junio de 1939 hasta su muerte, que entonces tenía ocho parroquias católicas, después de que Memel fuera anexionado a Prusia Oriental en marzo de 1939.
La sede histórica de los obispos de Varmia fue la catedral de la Asunción y San Andrés en Frombork hasta 1945, en donde Nicolás Copernico fue canónigo. Desde principios de 1945 muchos residentes huyeron de ser conquistados por el Ejército Rojo de la Unión Soviética. El obispo Kaller fue evacuado el 7 de febrero por orden de las SS. El vicario general designado por Kaller, Domdechant Aloys Marquardt (1891-1972), fue expulsado de los ocupantes polacos en julio de 1945, incluso antes de que concluyera la Conferencia de Potsdam. El 28 de julio el capítulo de la catedral eligió al arcipreste de Olsztyn Johannes Hanowski como vicario capitular. Sin embargo, Kaller regresó a su diócesis procedente de Halle en los primeros días de agosto de 1945 y se hizo cargo de los negocios oficiales nuevamente. Nombró un vicario general para el área diocesana anexada por la República Popular de Polonia (Franciszek Borowiec) y otro para la de los soviéticos (Paul Hoppe). A mediados de agosto Kaller pidió la renuncia a Borowiec y la jurisdicción en el área diocesana ocupada por Polonia fue asumida por el administrador apostólico Teodor Bensch, conservando Kaller el título de obispo sobre el área. Inmediatamente después de esta renuncia, Kaller fue expulsado a una zona de ocupación aliada en Alemania el 18 de agosto de 1945. La provincia eclesiástica de Alemania Oriental permaneció existiendo solo en las áreas al oeste de los ríos Oder y Neisse bajo la jurisdicción de los respectivos propietarios diocesanos, al este de los cuales los administradores apostólicos oficiaron desde el 1 de septiembre de 1945.
Después de 1945, los alemanes que vivían en la diócesis fueron trasladados a Alemania Occidental y entre ellos numerosos canónigos que se reunieron en Werl, una ciudad de Renania del Norte-Westfalia. Después del asentamiento de Kaller en Alemania Occidental, el papa Pío XII el 26 de septiembre de 1946 envió un enviado especial pontificio para los alemanes desplazados. Después de la muerte de Kaller el 7 de julio de 1947, los capitulares de la catedral de Varmia, que también fueron expulsados a las zonas de ocupación aliada, eligieron a Arthur Kather (1883-1957; hasta 1945 preboste de la iglesia de San Nicolás en Elbing) como vicario capitular de Varmia, lo que fue reconocido por la Santa Sede.
Después de la muerte de Kater el 29 de julio de 1957, el capítulo de la catedral eligió al vicario general Paul Hoppe, que había sido expulsado del área diocesana ocupada por los soviéticos en 1947. Los alemanes emigrantes tuvieron su propio vicario capitular hasta 1972. Esta situación anómala se buscó remediar aprovechando la Ostpolitik de Alemania Occidental el 28 de junio de 1972 con la bula Episcoporum Poloniae coetus del papa Pablo VI que concedió a los inmigrantes alemanes un visitador apostólico y un obispo en la tierra de origen, Józef Drzazga, quien trasladó la sede a Olsztyn. Los límites de la diócesis fueron arreglados, el área diocesana anexada por los soviéticos ya no pertenecía a la diócesis. La diócesis de Varmia ya no siguió siendo sufragánea de Breslavia, sino que pasó a formar parte de la provincia eclesiástica de Varsovia. La provincia eclesiástica de Alemania Oriental fue abolida, la arquidiócesis alemana de Breslavia (Wroclaw) se convirtió en la administración apostólica de Görlitz, excepto el área de Berlín. A partir de 1972, Hoppe asumió la nueva función de visitador apostólico de la diócesis de Varmia en Alemania, que existió hasta 2011.
El 25 de marzo de 1992, tras la reorganización de las diócesis polacas deseada por el papa Juan Pablo II con la bula Totus tuus Poloniae populus, cedió partes de su territorio para la erección de las diócesis de Elbląg y de Ełk y al mismo tiempo fue elevada al rango de arquidiócesis metropolitana.
El 4 de octubre de 2011 el visitador apostólico Lothar Schlegel se retiró debido al límite de edad y por decisión de la Conferencia Episcopal Alemana no fue reemplazado por un nuevo visitador: las tareas del visitador apostólico fueron confiadas a una asociación de laicos, la Ermlandfamilie, que desde 2013 ha continuado la publicación del Ermlandbriefe trimestralmente.

## Estadísticas
Según el Anuario Pontificio 2024 la arquidiócesis tenía a fines de 2023 un total de 692 840 fieles bautizados.
| Año                                                                             | Población            | Población | Población      | Sacerdotes | Sacerdotes    | Sacerdotes    | Bautizados por sacerdote | Diáconos permanentes | Religiosos | Religiosos | Parroquias |
| Año                                                                             | Bautizados católicos | Total     | % de católicos | Total      | Clero secular | Clero regular | Bautizados por sacerdote | Diáconos permanentes | Varones    | Mujeres    | Parroquias |
| ------------------------------------------------------------------------------- | -------------------- | --------- | -------------- | ---------- | ------------- | ------------- | ------------------------ | -------------------- | ---------- | ---------- | ---------- |
| 1950                                                                            | 671 896              | 736 803   | 91.2           | 233        | 171           | 62            | 2883                     |                      | 42         | 287        | 214        |
| 1970                                                                            | 1 150 000            | 1 253 000 | 91.8           | 595        | 422           | 173           | 1932                     |                      | 228        | 398        | 291        |
| 1980                                                                            | 1 270 000            | 1 345 000 | 94.4           | 620        | 440           | 180           | 2048                     |                      | 350        | 386        | 246        |
| 1990                                                                            | 1 356 000            | 1 436 000 | 94.4           | 752        | 558           | 194           | 1803                     |                      | 312        | 430        | 367        |
| 1999                                                                            | 705 000              | 733 000   | 96.2           | 480        | 375           | 105           | 1468                     |                      | 186        | 244        | 247        |
| 2000                                                                            | 697 000              | 725 000   | 96.1           | 494        | 380           | 114           | 1410                     |                      | 199        | 244        | 249        |
| 2001                                                                            | 702 000              | 730 000   | 96.2           | 494        | 383           | 111           | 1421                     |                      | 199        | 233        | 252        |
| 2002                                                                            | 703 000              | 731 500   | 96.1           | 498        | 381           | 117           | 1411                     |                      | 205        | 231        | 253        |
| 2003                                                                            | 708 000              | 736 000   | 96.2           | 501        | 386           | 115           | 1413                     |                      | 209        | 238        | 253        |
| 2004                                                                            | 693 000              | 710 000   | 97.6           | 514        | 385           | 129           | 1348                     |                      | 226        | 242        | 254        |
| 2010                                                                            | 693 000              | 710 000   | 97.6           | 490        | 388           | 102           | 1414                     |                      | 145        | 248        | 258        |
| 2014                                                                            | 694 000              | 711 000   | 97.6           | 546        | 422           | 124           | 1271                     |                      | 153        | 244        | 260        |
| 2017                                                                            | 683 600              | 700 600   | 97.6           | 533        | 434           | 99            | 1282                     |                      | 105        | 240        | 262        |
| 2020                                                                            | 689 300              | 705 480   | 97.7           | 546        | 435           | 111           | 1262                     |                      | 113        | 194        | 262        |
| 2022                                                                            | 688 910              | 705 100   | 97.7           | 517        | 422           | 95            | 1332                     | 2                    | 102        | 180        | 262        |
| 2023                                                                            | 692 840              | 709 140   | 97.7           | 502        | 407           | 95            | 1380                     | 2                    | 104        | 156        | 262        |
| Fuente: Catholic-Hierarchy, que a su vez toma los datos del Anuario Pontificio. |                      |           |                |            |               |               |                          |                      |            |            |            |

## Episcopologio

### Obispos de Varmia
- Anzelm, O.T. † (6 de octubre de 1250-1278 falleció)
- Henryk Fleming † (21 de marzo de 1279-15 de julio de 1300 falleció)
- Eberhard z Nysy † (6 de octubre de 1301-25 de mayo de 1326 falleció)
- Jordan † (12 de agosto de 1327-antes del 26 de noviembre de 1328 falleció)
- Henryk Wogenap † (30 de octubre de 1329-9 de abril de 1334 falleció)
  - Sede vacante (1334-1337)
- Herman z Pragi † (4 de diciembre de 1337-31 de diciembre de 1349 falleció)
- Jan z Miśni † (29 de abril de 1350-30 de julio de 1355 falleció)
- Jan Stryprock † (17 de noviembre de 1355-1 de septiembre de 1373 falleció)
- Henryk Sorbom † (5 de septiembre de 1373-12 de enero de 1401 falleció)
- Henryk Vogelsang † (29 de marzo de 1401-4 de junio de 1415 falleció)
- Jan Abezier † (1 de diciembre de 1417-11 de febrero de 1424 falleció)
- Franciszek Kuhschmalz † (14 de abril de 1424-10 de junio de 1457 falleció)
  - Enea Silvio Piccolomini † (12 de agosto de 1457-19 de agosto de 1458 electo papa con el nombre de Pío II) (administrador apostólico)
  - Paweł Legendorf † (14 de octubre de 1458-1461 nombrado obispo) (administrador apostólico)
- Paweł Legendorf † (1461-23 de julio de 1467 falleció)
- Mikołaj Tungen † (4 de noviembre de 1468-14 de febrero de 1489 falleció)
- Lukas Watzenrode † (18 de mayo de 1489-29 de marzo de 1512 falleció)
- Fabian Luzjański † (27 de agosto de 1512-30 de enero de 1523 falleció)
- Mauritius Ferber † (17 de julio de 1523-1 de julio de 1537 falleció)
- Jan Dantyszek † (11 de enero de 1538-27 de octubre de 1548 falleció)
- Tiedemann Giese † (20 de mayo de 1549-23 de octubre de 1550 falleció)
- Stanisław Hozjusz † (11 de mayo de 1551-5 de agosto de 1579 falleció)
- Marcin Kromer † (5 de agosto de 1579 por sucesión-23 de marzo de 1589 falleció)
- Andrzej Batory † (23 de marzo de 1589 por sucesión-3 de noviembre de 1599 falleció)
- Piotr Tylicki † (9 de octubre de 1600-14 de junio de 1604 nombrado obispo de Cuiavia)
- Szymon Rudnicki † (12 de enero de 1605-1617)

### Obispos de Varmia y administradores apostólicos de Sambia
- Szymon Rudnicki † (1617-4 de julio de 1621 falleció)
- Jan Olbracht Waza, S.I. † (21 de octubre de 1621-20 de noviembre de 1632 nombrado obispo de Cracovia)
- Mikołaj Szyszkowski † (8 de marzo de 1633-7 de febrero de 1643 falleció)
- Jan Karol Konopacki † (5 de octubre de 1643-23 de diciembre de 1643 falleció)
- Wacław Leszczyński † (12 de diciembre de 1644-27 de enero de 1659 nombrado arzobispo de Gniezno)
- Jan Stefan Wydżga † (10 de noviembre de 1659-17 de julio de 1679 nombrado arzobispo de Gniezno)
- Augustyn Michał Stefan Radziejowski † (23 de septiembre de 1680-17 de mayo de 1688 nombrado arzobispo de Gniezno)
- Jan Stanisław Zbąski † (6 de diciembre de 1688-21 de mayo de 1697 falleció)
- Andrzej Chryzostom Załuski † (18 de mayo de 1699-1 de mayo de 1711 falleció)
- Teodor Andrzej Potocki † (1 de junio de 1712-22 de noviembre de 1723 nombrado arzobispo de Gniezno)
- Krzysztof Andrzej Jan Szembek † (11 de septiembre de 1724-16 de marzo de 1740 falleció)
- Adam Stanisław Grabowski † (18 de septiembre de 1741-15 de diciembre de 1766 falleció)
- Ignacy Błażej Franciszek Krasicki † (15 de diciembre de 1766 por sucesión-1773)

### Obispos de Varmia
- Ignacy Błażej Franciszek Krasicki † (1773 por sucesión-18 de diciembre de 1795 nombrado arzobispo de Gniezno)
- Johann Karl von Hohenzollern-Hechingen † (18 de diciembre de 1795-11 de agosto de 1803 falleció)
  - Sede vacante (1803-1817)
- Joseph Prinz von Hohenzollern-Hechingen † (14 de abril de 1817-26 de septiembre de 1836 falleció)
- Andreas Stanislaus von Hattynski (Hatten) † (2 de octubre de 1837-3 de enero de 1841 falleció)
- Joseph Ambrosius Geritz † (27 de enero de 1842-16 de agosto de 1867 falleció)
- Philipp Krementz † (20 de diciembre de 1867-30 de julio de 1885 nombrado arzobispo de Colonia)
- Andreas Thiel † (12 de febrero de 1886-17 de julio de 1908 falleció)
- Augustinus Bludau † (12 de abril de 1909-9 de febrero de 1930 falleció)
- Maximilian Josef Johannes Kaller † (23 de julio de 1930-7 de julio de 1947 falleció)
  - Sede vacante (1947-1972)
  - Jan Hanowski † (28 de julio de 1945-15 de agosto de 1945) (vicario capitular)
  - Teodor Bensch † (15 de agosto de 1945-26 de enero de 1951[nota 3]) (administrador apostólico)
  - Wojciech Zink † (1 de agosto de 1951-2 de octubre de 1953) (vicario general del primado, desde febrero de 1952 vicario capitular)
  - Stefan Biskupski † (3 de octubre de 1953-28 de noviembre de 1956) (vicario capitular)
  - Tomasz Wilczyński † (1 de diciembre de 1956-5 de agosto de 1965 falleció) (administrador apostólico)
  - Józef Drzazga † (1965-28 de junio de 1972 nombrado obispo) (vicario capitular, desde 1967 administrador apostólico)
- Józef Drzazga † (28 de junio de 1972-12 de septiembre de 1978 falleció)
- Józef Glemp † (4 de marzo de 1979-7 de julio de 1981 nombrado arzobispo de Gniezno y de Varsovia)
- Jan Władysław Oblak † (13 de abril de 1982-22 de octubre de 1988 retirado)
- Edmund Michał Piszcz (22 de octubre de 1988-25 de marzo de 1992 nombrado arzobispo)

### Arzobispos de Varmia
- Edmund Michał Piszcz (25 de marzo de 1992-30 de mayo de 2006 retirado)
- Wojciech Ziemba † (30 de mayo de 2006-15 de octubre de 2016 retirado)
- Józef Górzyński, por sucesión desde el 15 de octubre de 2016

### Vicarios capitulares y visitadores apostólicos residentes en Alemania
- Artur Kather † (11 de julio de 1947-25 de julio de 1957 falleció) (vicario capitular)
- Paul Werner Hoppe † (vicario capitular desde el 29 de julio de 1957, desde el 28 de junio de 1972 visitador apostólico-11 de marzo de 1975 renunció)
- Johannes Schwalke † (11 de marzo de 1975-marzo de 2000 renunció) (visitador apostólico)
- Lothar Schlegel (marzo de 2000-4 de octubre de 2011 retirado) (visitador apostólico)